# Акопян Ольга Сергіївна
Ольга Сергіївна Акопян (до шлюбу Левіна; нар. 4 березня 1985 року, Волгоград) — російська гандболістка, заслужений майстер спорту (2007). Олімпійська чемпіонка ігор 2016 року в Ріо-де-Жанейро.

## Біографія
Після перемоги на Олімпійських іграх в Ріо-де-Жанейро Ольга Акопян оголосила про завершення спортивної кар'єри.

## Нагороди
- Орден Дружби (25 серпня 2016 року) — за високі спортивні досягнення на Іграх XXXI Олімпіади 2016 року в місті Ріо-де-Жанейро (Бразилія), проявлені волю до перемоги і цілеспрямованість[2].